# Franz Jenull

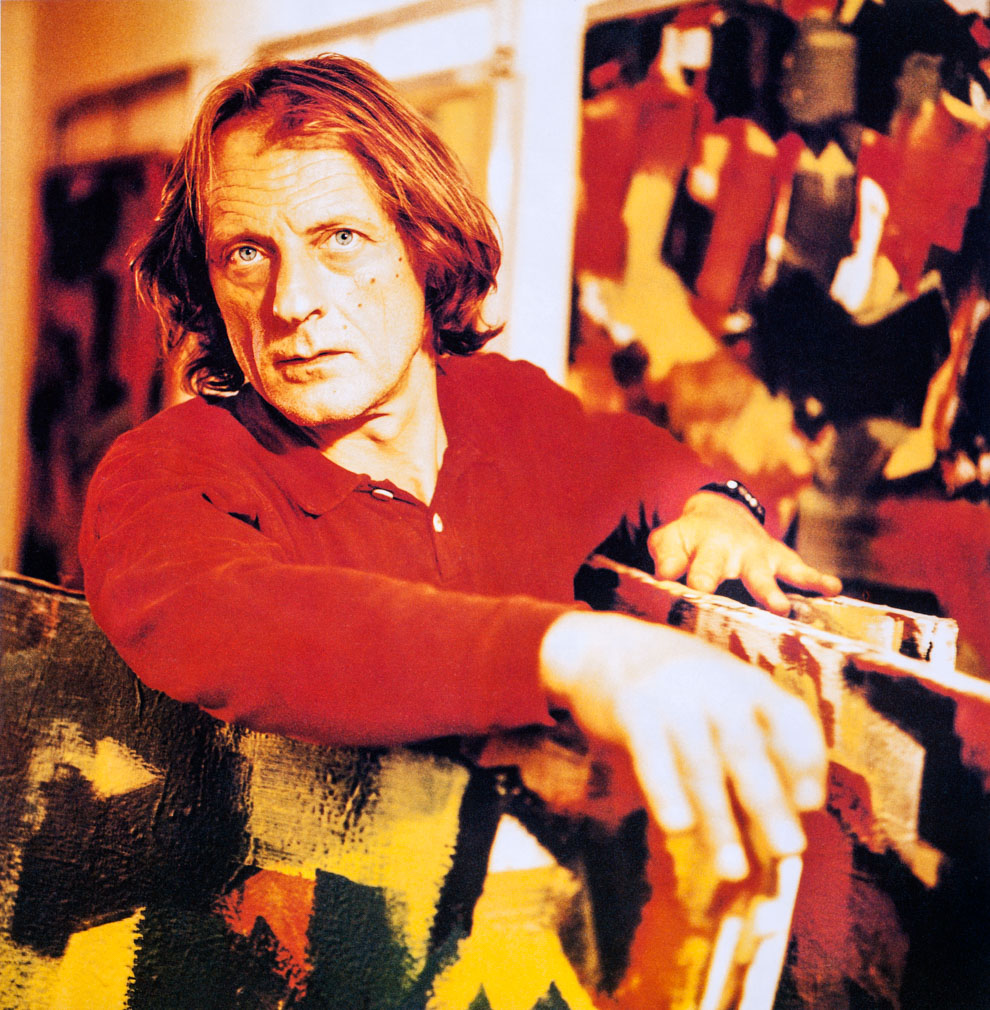
Franz Jenull in seinem Atelier in Florenz, 1998

Franz Jenull (* 21. Mai 1949 in Kamering; † 10. Jänner 2017 in Wörgl) war ein österreichischer Maler.

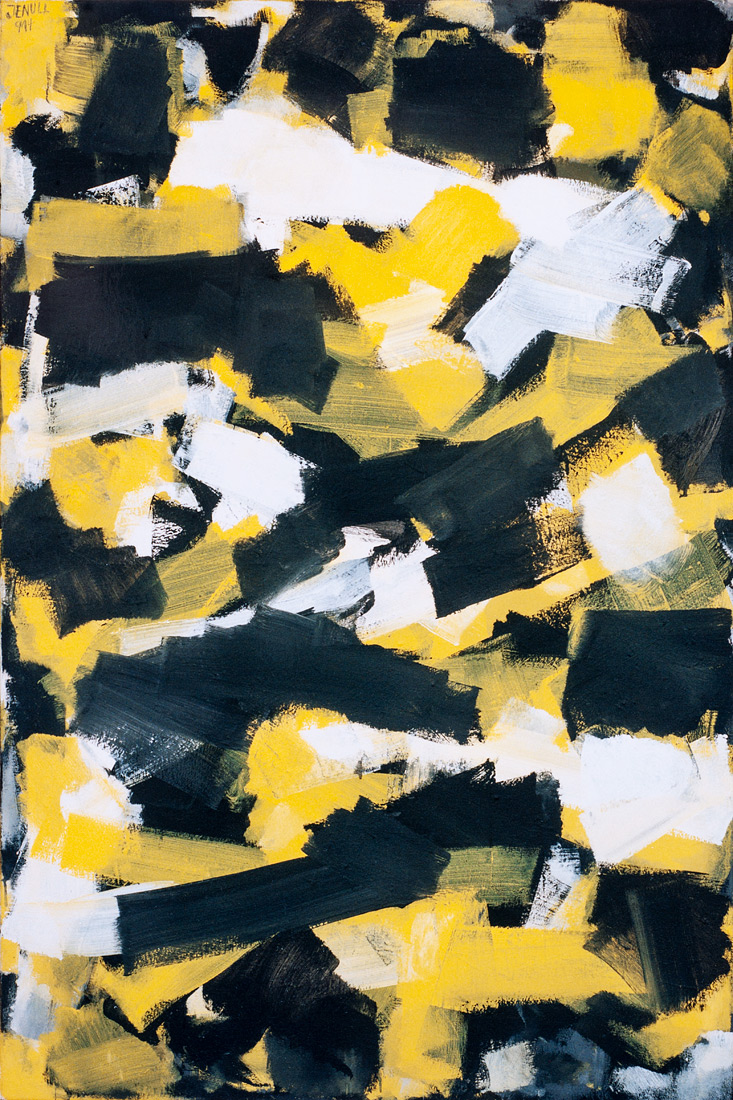
Ohne Titel (Acryl auf Leinwand, 100 × 180 cm, 1989)

## Leben
Aus einer alten Kärntner Familie (Johann und Sebastian Jenull) stammend, wurde Franz Jenull in Kamering (Paternion) geboren, wo er seine frühe Kindheit verbrachte. Später übersiedelte er mit seiner Familie nach Praxmar in St. Sigmund im Sellrain. Im Alter von 14 Jahren begann er seine Ausbildung zum Maschinenschlosser in Innsbruck. Diesen Beruf übte er bis zum Beginn seines Studiums, 1980, an der Accademia di Belle Arti di Venezia, bei Emilio Vedova (Malerei) und Nedo Fiorentin (Anatomie), aus. 1984 diplomierte er mit Auszeichnung in Malerei, Restauration und Anatomie. Seit 1985 Freischaffender Künstler. Seit 1988 Mitglied der Tiroler Künstlerschaft. Lebte und arbeitete in Innsbruck, Florenz (1997–2015) und Wörgl.
Er lebte das Motto L’Art pour l’Art (ars gratia artis) und perfektionierte für sich selbst, auch mit Hilfe der Philosophie, die anatomische Zeichnung und künstlerische Druckgrafik (Aquaforte), um sich immer aufs neue für die abstrakte Malerei, im strengen Sinne des italienischen Informel, aufzuladen.

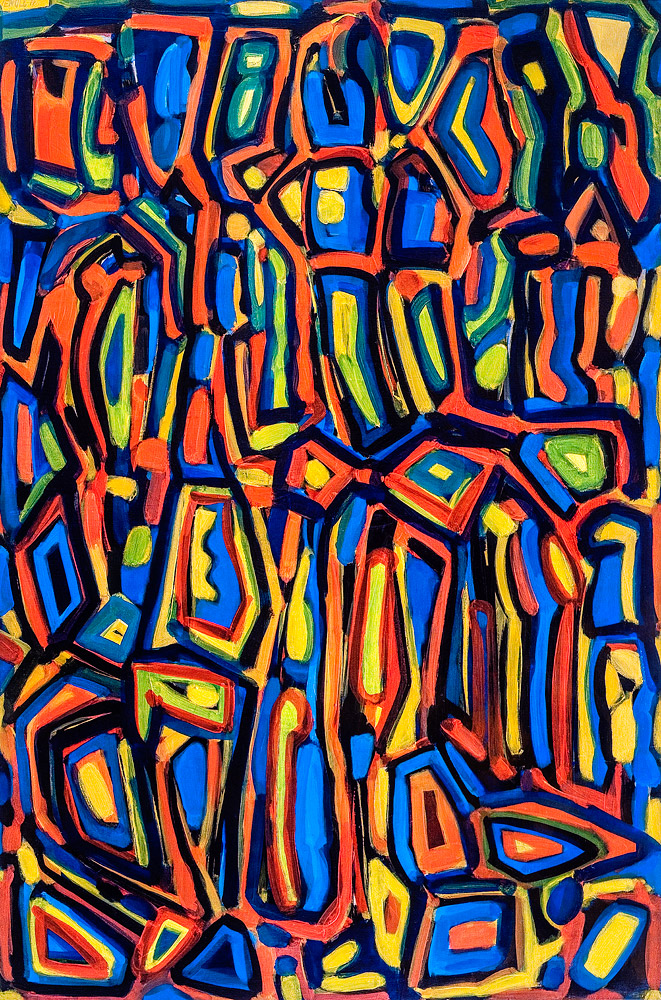
Lichtung (Acryl auf LW, 150 × 100 cm, 2002)

## Auszeichnungen
- 1975: Grafikpreis der AK Tirol
- 1981/82: Stipendium des Landes Tirol

## Werke im öffentlichen Raum (Auswahl)
- Schloss Dagstuhl: DA/III (Acryl auf LW, 100 × 150 cm)[5]
- Tiroler Landesmuseum Ferdinandeum: Ohne Titel, 1988 (Acryl auf LW, 150 × 100 cm) Inv. Nr. Gern 3779 (Leihgabe des Landes Tirol)[6]

## Ausstellungen (Auswahl)

### Einzelausstellungen
- 1980 Galerie am Grillhof, Vill
- 1989 Franz Jenull: Malerei und Graphik – Tiroler Kunstpavillon, Innsbruck
- 1989 Franz Jenull: Malerei und Graphik – Stadtturmgalerie, Innsbruck[7]
- 1989 Städtische Galerie – Lienz[8]
- 1989 Galerie Anna Briem, St. Johann in Tirol
- 1994 Galerie der Stadt Schwaz, Palais Enzenberg
- 1995 HTL-Galerie, Innsbruck
- 1996 und 1997 Kunsthalle II, Innsbruck
- 1998 Ken’s Art Gallery, Florenz
- 1999 International Design, Florenz
- 2002 Galleria Il Ponte, Florenz
- 2004 Nel reale la forma – Libreria Bocca, Mailand[9][10]
- 2004 Art Hotel Astoria, Riva del Garda
- 2005 Galleria La Corte Arte Contemporanea, Florenz[11]
- 2006 Untitled Art Gallery, Centre for Contemporary Arts, Florenz
- 2007 Swarovski Kristallwelten Wattens: Kristalline Vision – Visione cristallina[12]
- 2012 Innsbrucker Kommunalbetriebe: Die erinnerte Form – Bilder ABSTRAKT&FIGUR[13]
- 2022/23 Galerie am Polylog, Wörgl[14]

### Kollektivausstellungen
- 1982 Galleria Rettori Tribbio 2, Triest
- 1983 und 1984 Laboratorio Vedova – Accademia (Venedig)
- 1988 Universitätsgalerie Innsbruck
- 1991 Galerie im Taxispalais, Innsbruck
- 1991 Kulturverein Axams
- 1992 Künstlerforum Bonn
- 1992 Universität Innsbruck
- 1992 Landeskulturzentrum Ursulinenhof, Linz
- 1992 Städtische Galerie Lienz
- 1993 Tiroler Kunstpavillon, Innsbruck
- 1993 Galerie Prisma, Bozen
- 1993 Schloss Büchsenhausen, Innsbruck
- 1994 Stadtturmgalerie, Innsbruck
- 1995 Universität Innsbruck
- 1995 A.P.P. Galerie, BRG Innsbruck
- 1995 Schloss Büchsenhausen, Innsbruck
- 1996 Kens Art Gallery, Florenz
- 1997 Kens Art Gallery, Florenz
- 1998 International Design, Florenz
- 2000 International Design, Florenz
- 2003 Astor C., Florenz
- 2003 Libreria Bocca, Mailand
- 2004 n° 45 di Arte Incontro in libreria – Libreria Bocca, Mailand
- 2005 Artour-o, Florenz
- 2005 Galleria La Corte Arte Contemporanea, Florenz
- 2009 L’ordine del caos – Galleria La Corte Arte Contemporanea, Florenz
- 2009 Astronomica – Biblioteca Nazionale Centrale di Firenze[15]
- 2011 Convergenze Creative – Galleria Pontremoli, Toskana
- 2012 Ars Gratia Artis – Momigno, Toskana
- 2014 Artisti in Cielo e in Terra – Libreria Bocca, Mailand
- 2015 Tre accenti, una lingua: Coralità della Pittura – Accademia delle Arti del Disegno, Florenz

## Publikationen
- Sieglinde Hirn: Franz Jenull: ein in Tirol noch unbekannter Maler. Hrsg.: Das Fenster. Heft 45. Innsbruck 1989.
- Ausstellungskatalog: 13 Künstler auf Tirol. Innsbruck 1992.
- Bestandskatalog der Sammlung des Institutes für Kunstgeschichte der Universität Innsbruck. Telfs 1992 (uibk.ac.at).
- Franz Jenull: ACRYLBILDER – ZEICHNUNGEN nach der Figur – RADIERUNGEN. 1. Auflage. Innsbruck Juli 1994, S. 136 (zvab.com).
- Tiroler Almanach – Almanacco Tirolese 1994/95 (Hrsg.): „Im Finale malt sich das Bild von selbst ...“ – Der Tiroler Künstler Franz Jenull. Nr. 24.
- Ulrich Bröckling: Kunst in Tirol: 20. Jahrhundert. Hrsg.: Artothek des Bundes, Institut für Kunstgeschichte der Universität Innsbruck, Christoph Bertsch. Innsbruck 1997 (basis-wien.at).
- Giandomenico Semeraro: Tre accenti, una lingua. Coralità della pittura. Franz Jenull, Julia Landrichter, Ines Lenz. Hrsg.: Polistampa. 2015, ISBN 978-88-596-1527-9, S. 36.
- Monographie: Franz Jenull - Pittura Paintings Malerei 1980–2016. Verlag für moderne Kunst. Hrsg.: Judith Ascher-Jenull, Christoph Ascher, Günther Moschig. Vorwort: Peter Assmann. Dezember 2022[16]